# Mauricio Linari
Mauricio Linari Melfi (nacido en 1975 en Buenos Aires) es un compositor, percusionista, violonchelista y director de orquesta argentino. Actualmente, es director titular de la Camerata Indálica.

## Carrera
Inició sus estudios musicales en su ciudad natal a los cinco años de edad. Entre sus profesores se encuentran músicos de la talla de Yvan Nommick, Carles Guinovart y Benet Casablanca (análisis), José Antonio Salazar y Álvaro Campos (violonchelo), Enrique García Asensio, Antoni Ros Marbá y Salvador Mas (dirección de orquesta), Jaume Esteve y Manel Ramada (percusión).